# Sapa-Sapa
Sapa-Sapa é um município de  terceira classe de renda municipal (d) na província Tawi-Tawi, nas Filipinas. De acordo com o censo de 1 de maio  de  2020 possui uma população de 33 580 pessoas e 5 548 domicílios.